# باشگاه فوتبال چیانگرای یونایتد
باشگاه فوتبال چیانگرای یونایتد (انگلیسی: Chiangrai United F.C.) یک باشگاه فوتبال در استان استان چیانگ ری، تایلند است.
این باشگاه که در سال ۲۰۰۹ تأسیس شده سابقه قهرمانی در لیگ برتر فوتبال تایلند ۲۰۱۹ را در کارنامه دارد.